# Marek Hebanowski
Marek Hebanowski (ur. 3 marca 1933, zm. 3 marca 2019) – polski lekarz rodzinny, specjalista chorób wewnętrznych i nefrolog.

## Życiorys
Urodził się 3 marca 1933 jako syn reżysera Stanisława Hebanowskiego i Wandy z Makowskich h. Jelita (1909–2000). Profesor dr hab. nauk medycznych. W latach 1984–2003 kierownik Zakładu Medycyny Rodzinnej Akademii Medycznej w Gdańsku. Członek honorowy Kolegium Lekarzy Rodzinnych w Polsce. Był członkiem Rady naukowej i programowej czasopisma „Problemy Medycyny Rodzinnej”.
Autor ponad 70 publikacji naukowych, w tym wydanego przez PZWL Poradnika komunikowania się lekarza z pacjentem (1999, ISBN 83-200-2334-3).
Był mężem Elżbiety z Olszewskich (ur. 1938), ojciec Karola (ur. 1968) i Łukasza (ur. 1978).
Pochowany 8 marca 2019 na cmentarzu Powązkowskim w Warszawie (kwatera 183-1-10).

## Nagrody i odznaczenia
- Złoty Krzyż Zasługi (1983)
- Krzyż Kawalerski Orderu Odrodzenia Polski (1989)
- Medal „Zasłużony Akademii Medycznej” (1995)
- Medal Komisji Edukacji Narodowej (1999)[1]
- Statuetka Hipokratesa - nagroda Polskiego Towarzystwa Medycyny Rodzinnej za wkład w rozwój medycyny rodzinnej (2001)[6]